# Festivais ABU da Canção de 2012
Os Festivais ABU da Canção de 2012 são os primeiros Festivais Ásio-Pacíficos da Canção. Os dois festivais terão lugar no KBS Concert Hall, localizado na capital sul-coreana, Seul. Os Festivais estão previstos coincidir com a 49ª assembleia-geral da União Ásio-Pacífico de Rádiodifusão (ABU). Vinte e seis concorrentes, em representação de 16 países entraram na ronda de pré-qualificação do Festival ABU da Canção de Rádio. Quinze foram seleccionados para participar na grande final do Festival ABU da Canção dde Rádio, que se prevê ter lugar a 11 de Outubro de 2012. O Festival da Canção de Televisão está previsto para 14 de Outubro de 2012, com 13 país a terem já confirmado a sua participação no evento.

## História
A União Ásio-Pacífico de Rádiodifusão (ABU) já mantivera um festival da canção internacional para os seus membros, inspirado no Festival Eurovisão da Canção, entre 1985 e 1987. O festival chamava-se Festival ABU da Canção Popular, com 14 países da região ásio-pacífica a competirem. O espectáculo tinha um conceito semelhante aos actuais festivais, com os vencedores a serem escolhidos por um júri profissional. A Coreia do Sul, a Nova Zelândia e a Austrália celebraram vitórias nesta competição. Entre 1989 e 1991, a ABU co-produziu o Festival ABU da Canção do Mundo Golden Kite, na Malásia, com a participação dos países ásio-pacíficos e ainda da Jugoslávia e da Finlândia.
Em 2008, a União Europeia de Rádiodifusão (EBU) propôs uma parceria com a ABU para o estabelecimento de um "Festival Ásiavisão da Canção". Contudo, as conversações não resultaram em nada, e em Setempro de 2008 foi anunciado que o formato do Festival Eurovisão da Canção para a produção asiática foi vendido a uma empresa privada de Singapura, a Asiavision Pte. Ltd. O nome originalmente tencionado para o evento foi Festival Ásiavisão da Canção, mas mais tarde mudou para Our Sound - Festival da Ásio-Pacífico da Canção, depois de um pedido da ABU, que usa o nome Asiavision (Ásiavisão) para o seu serviço de troca de notícias. Inicialmente, o concurso (supostamente consistente de dois programas em directo na televisão com votação do público) estava previsto estrear em 2009, mas foi mais tarde re-agendado para Março de 2010, em Macau, e depois para Novembro de 2011 em Bombaim. No final foi indefinidamente adiado "devido a problemas decorrentes entre os organizadores e a EBU".
Pouco depois de lançar os Festivais da Canção da ABU, a entidade considerou a possibilidade de organizar na Tailândia o Festival ABU ASEAN da Canção de Televisão. Historicamente, os festivais da ASEAN foram organizados em alguns períodos entre 1981 e 1997, contudo desde 2011 o Festival ASEAN tem sido organizado entre as estações de rádio, como Bintang Radio ASEAN.
Em Novembro de 2011, a ABU anunciou que iria organizar os seus próprios Festivais da Canção de Rádio e de Televisão, tendo lugar em Seul, a capital da Coreia do Sul, na mesma altura da 49ª Assembleia-Geral, em Outubro de 2012. O nome "Festival Ásiavisão da Canção" foi inicialmente levantado como hipótese, mas foi mais tarde intitulado como "Festival ABU da Canção de Televisão" e de "Festival ABU da Canção de Rádio. De acordo com a ABU, o prazo para as candidatas ao concurso da televisão foi 18 de Maio de 2012

## Local
Seul, oficialmente Cidade Especial de Seul, é a capital e a maior metrópole da Coreia do Sul. É uma megacidade com uma população superior a 10 milhões de pessoas, que está na lista das maiores cidades do mundo do mundo desenvolvido da OCDE. A Região Metropolitana de Seul é a segunda maior do Mundo, com mais de 25 milhões de habitantes, que inclui os subúrbios da metrópole de Incheon e da província de Gyeonggi. Quase um quarto dos sul-coreanos vivem em Seul, e metade dos sul-coreanos vivem nessa região metropolitana, em conjunto com mais de 275 mil residentes internacionais.
Localizada perto do Rio Han, Seul é um grande povoado desde há mais de 2000 anos, com a sua fundação a datar do ano 18 A.D., quando Baekje, um dos Três Reinos da Coreia, estabeleceu a sua capital no que é agora a parte sudeste de Seul. Continuou como capital da Coreia durante a Dinastia Joseon e o Império Coreano. A Área da Capital Nacional de Seul é onde se situam quatro sítios classificados como Património Mundial da UNESCO: o Complexo de Palácios de Ch'angdokkgung, a Fortaleza de Hwasong, o Santuário de Chongmyo e os Túmulos Reais da Dinastia Joseon.

## Formato
Ao contrário do formato usado no Festival Eurovisão da Canção, há duas versões do Festival ABU da Canção. O Festival ABU da Canção de Rádio e o Festival ABU da Canção de Televisão ABU, ambos agendados para decorrerem entre 11 e 17 de Outubro de 2012, durante a 49ª Assembleia-Geral da ABU.
Durante o Festival de Rádio, 26 participantes de dezasseis países da Ásia, da Austrália e do Pacífico irão actuar com os seus participantes numa emissão transmitida em directo na televisão. Um comité de selecção internacional votará nos seus favotitos e os três melhores artistas será recompensado com prémios por um painel de júris. Já no Festival de Televisão apenas seis países estarão em competição. O tema para os festivais será  ' Beyond the Wave' ( 'Para além da onda' ), que foi inspirado nas mudanças da evolução digitais nos media globais.

### Transmissora nacional acolhedora
A Korean Broadcasting System (KBS) é a transmissora acolhedora da primeira edição dos festivais, que decorrerão no KBS Concert Hall. A transmissora acolhedora ofereceu-se para cobrir os custos de encenação do espectáculo, bem como os do alojamento para os participantes no Festival da Canção ABU de Televisão.

## Países participantes
Dezasseis países confirmaram a sua participação na primeira edição no Festival da Canção de Rádio, e um total de 26 participações foram submetidas. São esperados 13 países participantes no Festival de Televisão.

### Festival ABU da Canção de Rádio
| Nº | País                 | Idioma           | Artista            | Canção                        | Tradução para português |
| -- | -------------------- | ---------------- | ------------------ | ----------------------------- | ----------------------- |
| 01 | Austrália            | Inglês           | Danielle Blakey    | Fearless                      | Sem medo                |
| 02 | Butão                | Dzongkha, Inglês | Dechen Wangmo      | Black as Snow                 | Preto como a Neve       |
| 03 | Brunei               | Malaio           | Maria Aires        | The sweetest memory           | A memória mais doce     |
| 04 | Fiji                 | Inglês           | Sevanaia Yacalevu  | Time for a change             | Tempo para uma mudança  |
| 05 | Indonésia            | Indonésio        | Rando Sembiring    | Menunggu                      | Espera                  |
| 06 | Irão                 | Persa            | Mohsen Manouchehri | Iran (ایران)                  | Irão                    |
| 07 | Malásia              | Inglês           | K-Town Clan        | Party Animal                  | Animal da Festa         |
| 08 | Malásia              | Malay            | Sabhi Sadhi        | Waktu                         | Tempo                   |
| 09 | Paquistão            | Urdu             | Bilal Ahmed        | Wada (وعدہ)                   | Promete                 |
| 10 | Singapura            | Inglês           | Jae Ang            | Promise me                    | Promete-me              |
| 11 | Coreia do Sul (sede) | Coreano, Inglês  | Afrodino           | Pepperoni (페퍼 로니)         | -                       |
| 12 | Coreia do Sul (sede) | Coreano, Inglês  | Bily Acoustie      | For a Rest                    | Para um descanso        |
| 13 | Sri Lanka            | Cingalês         | Surendra Perera    | Wehi pabalu salee (වැහි පබළු සැලී) | Queda da chuva          |
| 14 | Vanuatu1             | Inglês           | Sammy Ray Jones    | Rinet                         | -                       |
| 15 | Vietname             | Vietnamita       | Chu Manh Cuong     | Quê Hương Ơn Bác              | Pátria, obrigado Tio    |

1.↑  Listado como Vanuatu, apesar do website oficial listar o país como Austrália/Vanuatu devido à participação da transmissora ABC Television, de origem australiana.

### Não qualificados
| País      | Idioma           | Artista                                         | Canção                              | Tradução para português |
| --------- | ---------------- | ----------------------------------------------- | ----------------------------------- | ----------------------- |
| Butão     | Dzongkha         | Sonam Tshewang                                  | Nga num che                         | -                       |
| Brunei    | Malaio, Inglês   | Jazz Hayat                                      | Eu persigo o teu perfil             | -                       |
| Fiji      | Inglês           | Luisa Serevi                                    | Ajuda-me a conservar                | -                       |
| Índia     | malaiala, Inglês | Bimblotica                                      | Sou uma rapariga                    | -                       |
| Índia     | Sanskrit         | Mathur Lakshmi Keshava & Group                  | Vayam Atra Sanjataha Asmakam Punyam | -                       |
| Indonésia | Indonésio        | Dorkas Lea Waroy                                | Aku rindu                           | Eu sinto falta          |
| Irão      | Instrumental     | Heidar, Shokrollah, Sepahvand & N. Razazadeh    | Tom da música alegre de Lorestan    | -                       |
| Irão      | Instrumental     | Mohsen Nafar                                    | Dast Afshan (دست افشان)             | A dançar                |
| Irão      | Persa, Inglês    | Shayan Bohluli, Amin Alizadeh & Hamed Khodadadi | O primeiro dia de primavera         | -                       |
| Sudão     | Árabe            | Abdel Gadir Salim                               | Bessama                             | -                       |

### Festival ABU da Canção de Televisão
| Nº | País          | Idioma          | Artista                              | Canção                               | Tradução em Português |
| -- | ------------- | --------------- | ------------------------------------ | ------------------------------------ | --------------------- |
| 01 | Singapura     | Malaio          | Taufik Batisah                       | "Usah Lepaskan"                      | Não deixe de ir       |
| 02 | Austrália     | Inglês          | Havana Brown                         | "We Run the Night"                   | Nós corremos na noite |
| 03 | Sri Lanka     | Cingalês        | Arjuna Rookantha & Shanika Madhumali | "Me Jeewithe" (මේජීවිතේ)                 | Esta vida             |
| 04 | Vietname      | Vietnamita      | Lê Việt Anh                          | "Mây"                                | Nuvem                 |
| 05 | Malásia       | Malaio          | Hafiz (cantor malaio)                | "Awan Nano"                          | Nano-nuvens           |
| 06 | Japão         | Japonês         | Perfume                              | "Spring of Life"                     | Primavera da vida     |
| 07 | Hong Kong     | Cantonês        | Alfred Hui (許廷鏗)                  | "Ma Ngai" (螞蟻) (Ma Yi em Mandarim) | A Formiga             |
| 08 | Indonésia     | Indonésio       | Maria Calista                        | "Karena Ku Sanggup"                  | Porque eu posso       |
| 09 | China         | Mandarim        | Cao Fujia (曹芙嘉)                   | "Qian gua" (牵挂)                    | Não se preocupe       |
| 10 | Afeganistão   | Persa1          | Hameed Sakhizada (حمید سخی زاده)     | "Folk music" (Malestani)             | música popular        |
| 11 | Coreia do Sul | Coreano, Inglês | TVXQ (동방신기)                      | "Catch Me"                           | Me pegar              |

Nota
1.↑ Especificamente Hazaragi, um dialeto persa falado em Hazarajat, na região central do Afeganistão.

## Transmissoras internacionais
Cada país participante será convidado a transmitir ambos os eventos no seu respectivo país, com comentários no idioma nativo para adicionar uma visão e descrição aos espectáculos.

### Festival da Canção de Rádio
- Austrália – Commercial Radio Australia (CRA)
- Butão – Centennial Radio (CR101)
- Brunei – Radio Televisyen Brunei (RTB)
- Coreia do Sul – Korean Broadcasting System (KBS)
- Fiji – Fiji Broadcasting Corporation
- Índia – (FBC) All India Radio
- Indonésia - (AIR) Radio Republik Indonesia (RRI)
- Irão – Islamic Republic of Iran Broadcasting (IRIB) / Soroush Multimedia Corporation (SMC)
- Malásia – Radio Televisyen Malaysia (RTM) / Astro All Asian Network (AAAN)
- Paquistão – Pakistan Broadcasting Corporation (PBC)
- Singapura – MediaCorp (MC)
- Sri Lanka – MBC Networks (MBC)
- Sudão – Sudan Radio (SNPR)
- Vanuatu – Australian Broadcasting Corporation (ABC)
- Vietname – Voice of Vietnam (VoV)

### Festival da Canção de Televisão
- Afeganistão – Radio Television Afghanistan (RTA)
- Austrália – Special Broadcasting Service (SBS)
- China – China Central Television (CCTV)
- Coreia do Sul – Korean Broadcasting System (KBS)
- Fiji – Fiji Television (Fiji TV)
- Filipinas – Television 5 (TV5)
- Hong Kong – Television Broadcasts Limited (TVB)
- Indonésia - Televisi Republik Indonesia (TVRI)
- Japão – Japanese Broadcasting Corporation (NHK)
- Malásia – Radio Televisyen Malaysia (RTM)
- Mongólia – Mongolian National Broadcaster (MNB)
- Singapura – MediaCorp (MC)
- Vietname – Vietnam Television (VTV)